# 최재욱 (정치인)
최재욱(崔在旭, 1940년 10월 1일~2024년 11월 17일)은 대한민국의 정치인이다. 제11대 환경부 장관, 제13·14대 국회의원을 지냈다. 본관은 경주(慶州)이다.
1940년 고령 출생이며, 경북고와 영남대를 졸업하고 동아일보 기자로 활동하였다. 1980년 전두환 정권이 출범하자 청와대 대통령비서실 공보비서관에 임명되었고, 그 후 1983년 10월 전두환 대통령의 동남아∙대양주 해외 순방에 동행하였다가 조선민주주의인민공화국의 버마 아웅산 묘소 폭탄 테러로 중상을 당하였다. 최재욱은 테러현장의 단상에서 전두환 당시 대통령을 기다리던 1급이상 공식 수행원 15명 중 한 명이었는데, 이들 중 현장에서 13명이 숨졌고, 최재욱과 이기백 당시 합참의장 등 2명만 살아남았다. 이기백은 이후 2019년 12월 16일 사망하였으며, 최재욱은 테러현장에 있던 공식수행원 중 마지막 생존자가 되었다.
경향신문 사장(1986~1987)을 지냈으며, 1988년과 1992년 총선에서 당선, 제13·14대 국회의원을 지냈다. 1998년에는 환경부 장관, 2000년에는 국무조정실장을 역임하였다.
2024년 11월 17일, 뇌경색으로 투병 중 사망하였다. 최재욱은 1972년 한국신문상, 1982년 세네갈 정부 녹십자훈장, 1985년 홍조근정훈장, 1987년 국민훈장 모란장을 받았다.

## 학력
- 경북고등학교 졸업
- 영남대학교 법학 학사
- 영남대학교 대학원 법학 석사

### 비학위 수료
- 서울대학교 행정대학원 국가정책과정 수료
- 고려대학교 언론대학원 최고위과정 수료

## 주요 경력
- 경향신문 사장
- 대통령비서실 공보수석비서관
- 제11대 환경부 장관
- 제13대 국회의원
- 제14대 국회의원
- 국무조정실장

## 역대 선거 결과
|  | 34.0% |

|  | 50.19% |

|  | 38.55% |

## 가족 관계
- 배우자: 밀양 박씨
  - 슬하: 1남 1녀

## 같이 보기
- 달서구 을
- 대구 달서구의 국회의원